# Jimmy Vijgen
Jimmy Vijgen (Heerlen, 23 augustus 2000) is een Nederlands voetballer die als aanvaller voor MVV Maastricht speelt.

## Carrière
Jimmy Vijgen speelde in de jeugd van RKSV Groene Ster en Roda JC Kerkrade. Sinds 2019 maakt hij deel uit van de selectie van Jong Roda JC. In het seizoen 2019/20 zat hij eenmaal op de bank bij het eerste elftal. In het seizoen 2020/21 zat hij vaker bij de selectie en debuteerde hij in het betaald voetbal op 28 maart 2021, in de met 3-1 gewonnen thuiswedstrijd tegen SC Cambuur. Vijgen kwam in de 89e minuut in het veld voor Dylan Vente.

### Statistieken
| Seizoen                     | Club             | Land           | Competitie     | Competitie | Competitie | Beker | Beker | Totaal | Totaal |
| Seizoen                     | Club             | Land           | Competitie     | Wed.       | Dlp.       | Wed.  | Dlp.  | Wed.   | Dlp.   |
| --------------------------- | ---------------- | -------------- | -------------- | ---------- | ---------- | ----- | ----- | ------ | ------ |
| 2019/20                     | Roda JC Kerkrade | Nederland      | Eerste divisie | 0          | 0          | 0     | 0     | 0      | 0      |
| 2020/21                     | Roda JC Kerkrade | Nederland      | Eerste divisie | 2          | 0          | 0     | 0     | 2      | 0      |
| Carrièretotaal              | Carrièretotaal   | Carrièretotaal | Carrièretotaal | 2          | 0          | 0     | 0     | 2      | 0      |
| Bijgewerkt op 22 april 2021 |                  |                |                |            |            |       |       |        |        |